# Boyd K. Packer

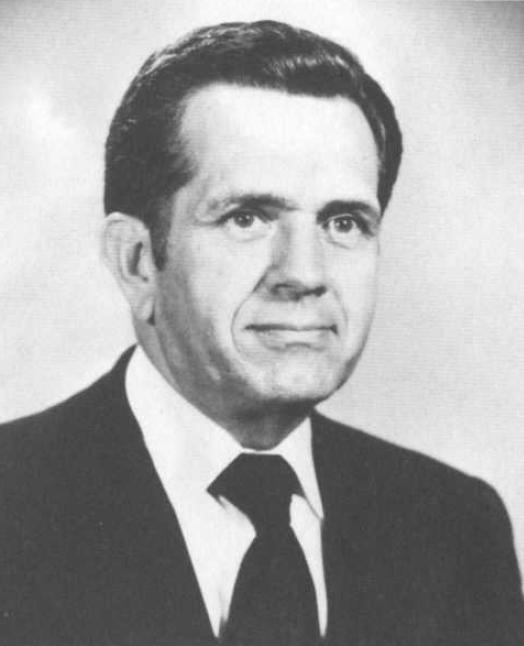
Boyd K. Packer (1976)

Boyd Kenneth Packer (* 10. September 1924 in Brigham City, Utah; † 3. Juli 2015 in Cottonwood Heights, Utah) war ein US-amerikanischer Prophet, Seher und Offenbarer der Kirche Jesu Christi der Heiligen der Letzten Tage und von 2008 bis zu seinem Tode Präsident von deren Kollegium der Zwölf Apostel.

## Leben
Boyd Kenneth Packer, der mütterlicherseits dänischer Abstammung war, leistete nach dem Schulbesuch zwischen 1942 und 1946 seinen Militärdienst in den US Army Air Forces. Nach Beendigung des Militärdienstes studierte er zunächst am Weber College in Ogden und erwarb dort 1948 ein Associate Degree, ehe er ein anschließendes Studium an der Utah State University 1949 mit einem Bachelor of Science (B.S.) beendete. Ein anschließendes postgraduales Studium an der Utah State University schloss er 1953 mit einem Master of Science (M.S.) ab.
Im Anschluss war er in der Privatwirtschaft tätig bei der Zion’s First National Bank, einem Tochterunternehmen der Zions Bancorporation, bei der Utah Home Fire Insurance C., Murdock Travel sowie Beneficial Life Insurance. Zuletzt war er bis 1995 Mitglied des Board of Directors der Prudential Life Insurance.
Packer, der 1962 im Fach Bildungsmanagement einen Doctor of Education (Ed.D. Educational Administration) an der Brigham Young University erwarb, war auch Mitglied des Verwaltungsrates der Brigham Young University (BYU).
Am 9. April 1970 wurde Packer zum Apostel ordiniert und Mitglied im Kollegium der Zwölf Apostel, dem zweithöchsten leitenden Gremium im Führungssystem der Kirche Jesu Christi der Heiligen der Letzten Tage. Nachdem er bereits zwischen 1994 und 2008 amtierender Präsident war, wurde er schließlich am 3. März 2008 als Nachfolger von Thomas S. Monson Präsident dieses Kollegiums.
Am 3. Juli 2015 starb er im Alter von 90 Jahren in seinem Haus an Altersschwäche.

## Veröffentlichungen
Neben seiner religiösen Tätigkeit veröffentlichte Packer zahlreiche Bücher, in denen er sich mit Fragen zu Sexualität, Geschichte der Glaubensförderung, Kunst, Gottesdienst in Kirche und Tempel sowie Rassismus aus Sicht der Kirche Jesu Christi der Heiligen der Letzten Tage befasste. Zu seinen wichtigsten Veröffentlichungen gehören:
- Manual of Policies and Procedures for the Administration of Indian Seminaries of The Church of Jesus Christ of Latter-day Saints, 1962
- Teach Ye Diligently, 1975, ISBN 087747558X
- To Young Men Only, 1976
- Mothers, 1977
- The Holy Temple, 1980, ISBN 0884944115
- „That All May Be Edified“: Talks, Sermons & Commentary, 1982, ISBN 0884944735
- Our Father's Plan, 1984, ISBN 0877475237
- A Christmas Parable, 1986, ISBN 0884946053
- Let Not Your Heart Be Troubled, 1991, ISBN 0884947874
- The Things of the Soul, 1996, ISBN 0884949516
- Memorable Stories and Parables, 1997, ISBN 1570083363
- The Shield of Faith, 1998, ISBN 157008582X
- Memorable Stories With a Message, 2000, ISBN 1573457884